# Ölmühle Tüschenbroich
Die Ölmühle Tüschenbroich ist eine Wassermühle mit einem unterschlächtigen, hölzernen Wasserrad.

## Geographie
Die Ölmühle hat ihren Standort zwischen dem oberen und unteren Weiher von Schloss Tüschenbroich im Ortsteil Tüschenbroich in der Mittelstadt Wegberg im Kreis Heinsberg. Die Mühle liegt in einer Höhe von 77 m ü. NN nur unweit vom Schloss an der Landesstraße 364.

## Gewässer
Die Mühle erhält ihr Wasser vom oberen Weiher der von zahlreichen Quellen gespeist wird und nicht an der Schwalm liegt. Die Schwalm, die den unteren Weiher durchfließt, hat im 1,2 Kilometern Entfernung in Genhof (Ortsteil von Erkelenz) ihre Quelle. Bis zur Mündung in die Maas bei Swalmen NL hat die Schwalm eine Gesamtlänge von 45.132 Metern. Die Quelle liegt bei 83 m ü. NN, die Mündung bei 14 m ü. NN. Die Pflege und Unterhaltung des Gewässers obliegt dem Schwalmverband, der in Brüggen seinen Sitz hat.

## Geschichte
Die Ölmühle Tüschenbroich liegt der Schwalmquelle am nächsten. Ihr vorgelagert ist ein großer Weiher, der nicht mit dem Wasser der Schwalm, sondern von zahlreichen Quellen gespeist wird. Die reetgedeckte Ölmühle, die zwischen dem oberen und unteren Weiher liegt, ist eine der schönsten erhaltenen Schwalmmühlen. Sie gehörte schon immer zum Schloss Tüschenbroich, dessen erste Erwähnung aus dem Jahre 1172 stammt. Die Geschichte der Mühle reicht ins 14./15. Jahrhundert zurück, als sie von den Herren zu Tüschenbroich erbaut wurde. Die Mühle diente als Einnahmequelle für ihre Betreiber und so wurde diese Mühle auch als Zwang- oder Bannmühle betrieben. Das heißt, aufgrund des Bannrechts mussten die Bewohner eines genau abgegrenzten Gebietes in dieser Mühle mahlen lassen. 1624 ging die Mühle zusammen mit dem Schloss in den Besitz des Freiherrn von Spiering über. Da die männliche Linie der Spiering im Jahre 1829 ausstarb, ging der gesamte Besitz an Ida Natalie von Spierung, die ihn dann 1836 an den Justizrat Gormanns in Erkelenz verkaufte. Durch Erbgang wechselten Schloss und Mühle in den Besitz der Familie Jungbluth über. Die Mühle verfügte über ein unterschlächtiges Mühlrad und eine Ölpresse, die täglich bis zu sechs Stunden arbeitete. Wassermangel ließ die Leistung der Mühle in den 1850er Jahren auf drei Stunden zurückgehen. Unter dem Pächter Wilhelm Josef Schmitz, Nachfolger von Johann Jakob Schmitz, wurde der Mühlenbetrieb 1912 eingestellt. Das im Krieg zerstörte hölzerne Wasserrad wurde wiederhergestellt.

## Denkmaleintrag
Errichtet in der Mitte des 18. Jahrhunderts; dreiflügeliger Fachwerkbau; das Mühlhaus zweigeschossig mit Reetdach; Wasserrad noch vorhanden (Baudenkmal Nr. 120).

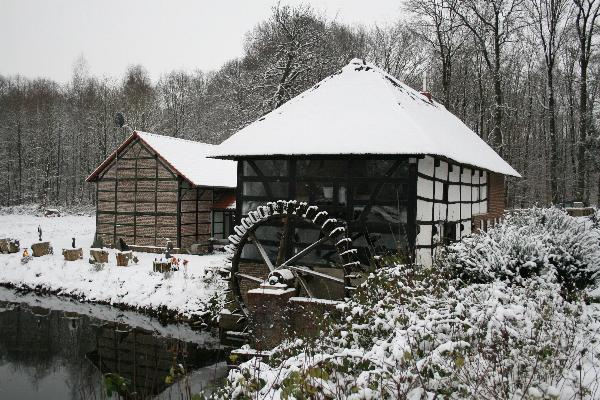
Die Ölmühle im Winterkleid
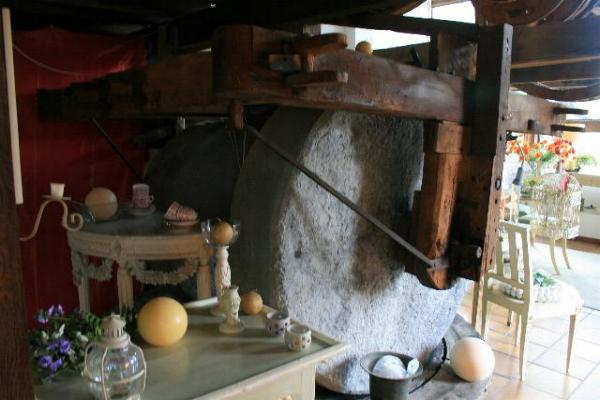
Die Ölpresse der Ölmühle
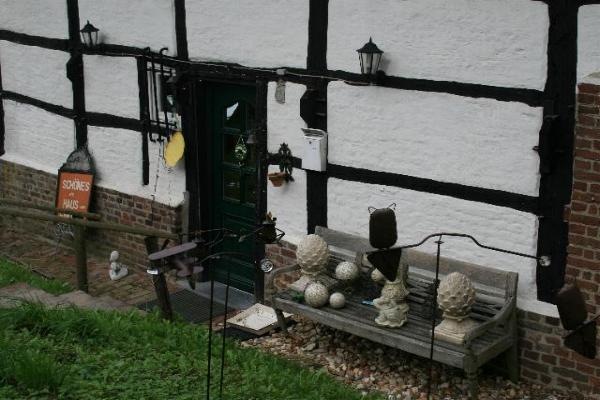
Der Eingang zur Mühle
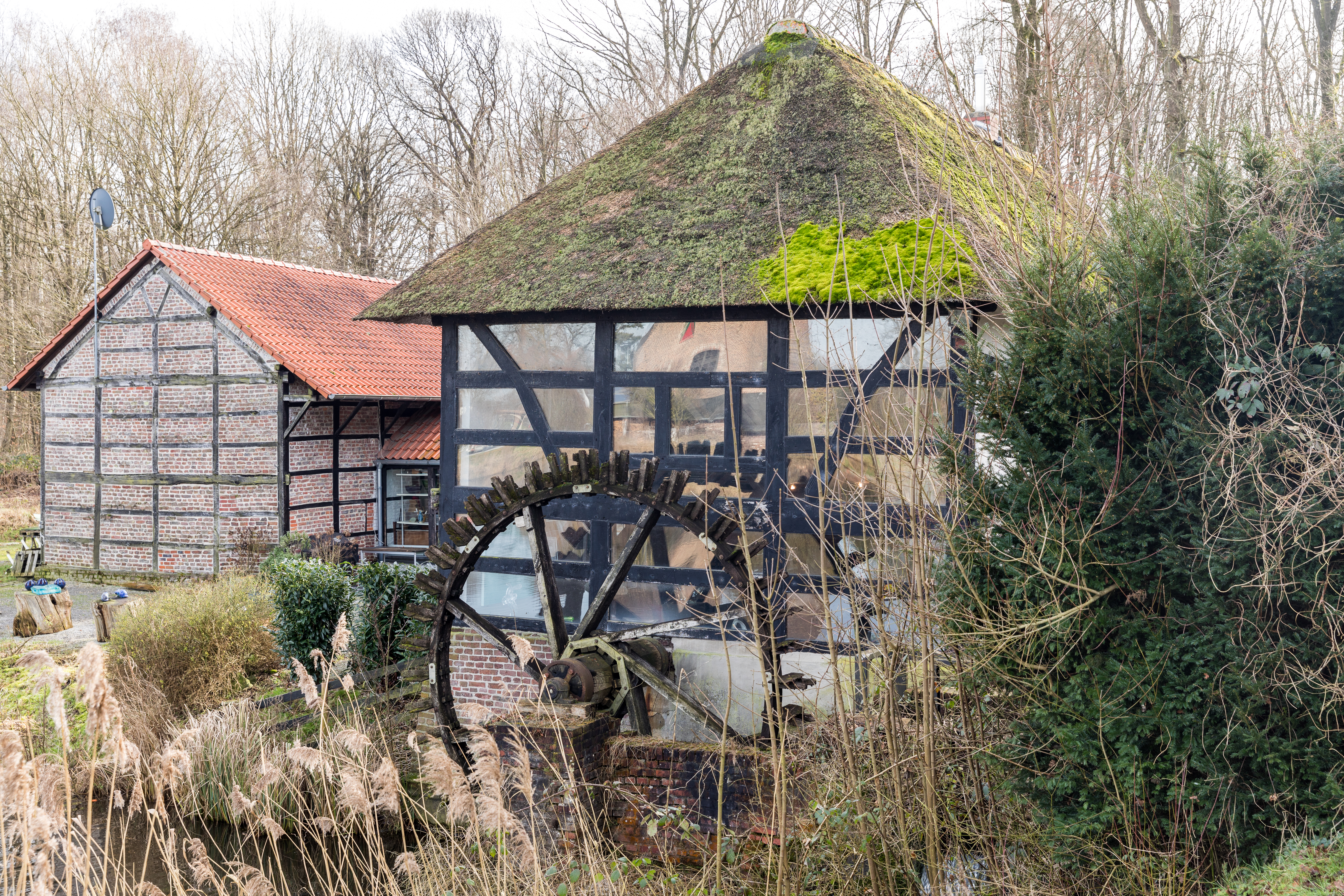
Die Ölmühle mit Mühlrad
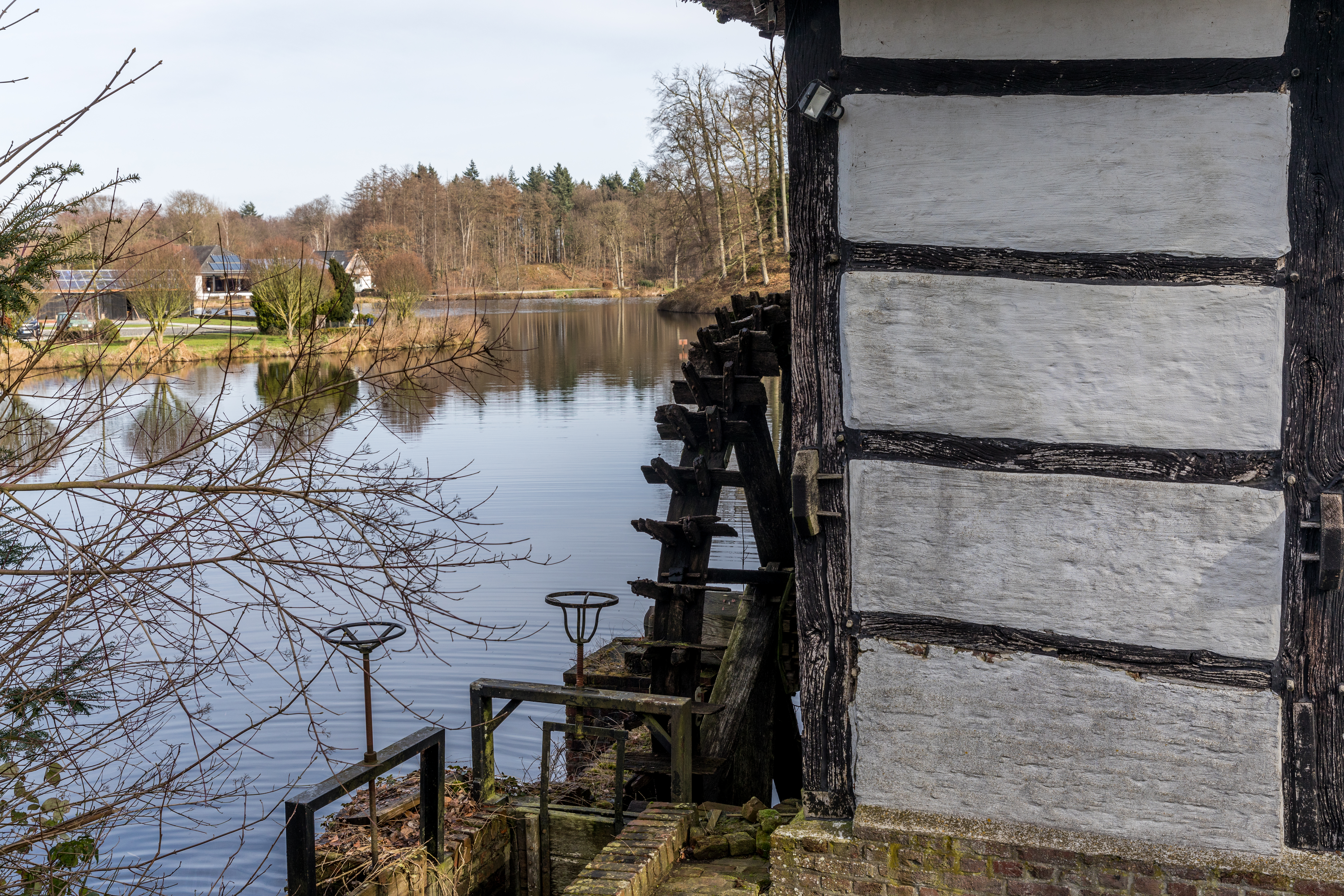
Das Mühlrad der Ölmühle
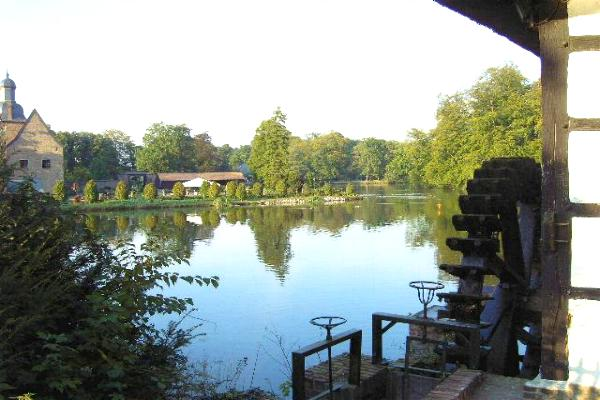
Blick von der Ölmühle auf Schloss und Kornmühle